# 南方近镖水蚤
南方近镖水蚤（学名：Tropodiaptomus australis）为镖水蚤科近镖水蚤属的动物。分布于澳大利亚、印度尼西亚、印度、斯里兰卡以及中国大陆的广西等地，属于喜暖性种类。其生活环境为淡水。